# Veronika Vilk
Veronika Vilk (Slatina), hrvatska je hrvačica, osvajačica prvoga europskog i svjetskog odličja, kao i prvoga zlata za Hrvatsku u ženskome hrvanju te prvoga hrvatskog svjetskog zlata uopće. Prva je hrvatska (kadetska) svjetska i europska hrvačka prvakinja.
Trenirala je u »Slatini«, kod Marija Petraka. Trenutno je članica »Podravke«, u kojoj ju trenira Ivan Lončarić, te Nenad Žugaj kao izbornik reprezentacije.

## Športski uspjesi
Na Europskom prvenstvu do 15 godina u Sofiji, u svibnju 2021., s dvije pobjede i porazom izborila je borbu za brončano odličje.
Na Svjetskom kadetskom prvenstvu u Rimu 2022., u kategoriji do 69 kg, osvojila je broncu, prvo hrvatsko žensko hrvačko odličje sa svjetske smotre.
Na Europskom kadetskom prvenstvu (do 17 god.) u Tirani, u lipnju 2023., osvojila je zlatno odličje u kategoriji do 69 kg, pobijedivši redom Litavku Luku Stanelyte (3:0, tuš), Mađaricu Alexandu Kollar (4:0, tuš), Srpkinju Evelin Ujhelji (5:0, tuš) i u završnoj borbi Turkinju Elif Kurt (3:1, tuš). To zlato ujedno je i prvo s velikih ženskih hrvačkih natjecanja za Hrvatsku.
Na Svjetskom kadetskom prvenstvu u Istanbulu, u kolovozu 2023., osvojila je naslov svjetske prvakinje u kategoriji do 69 kg, pobijedivši u  finalu za 55 sekundi Indijku Srishti. Prvo je to hrvatsko svjetsko hrvačko zlato uopće.